# Sint-Maartensdal

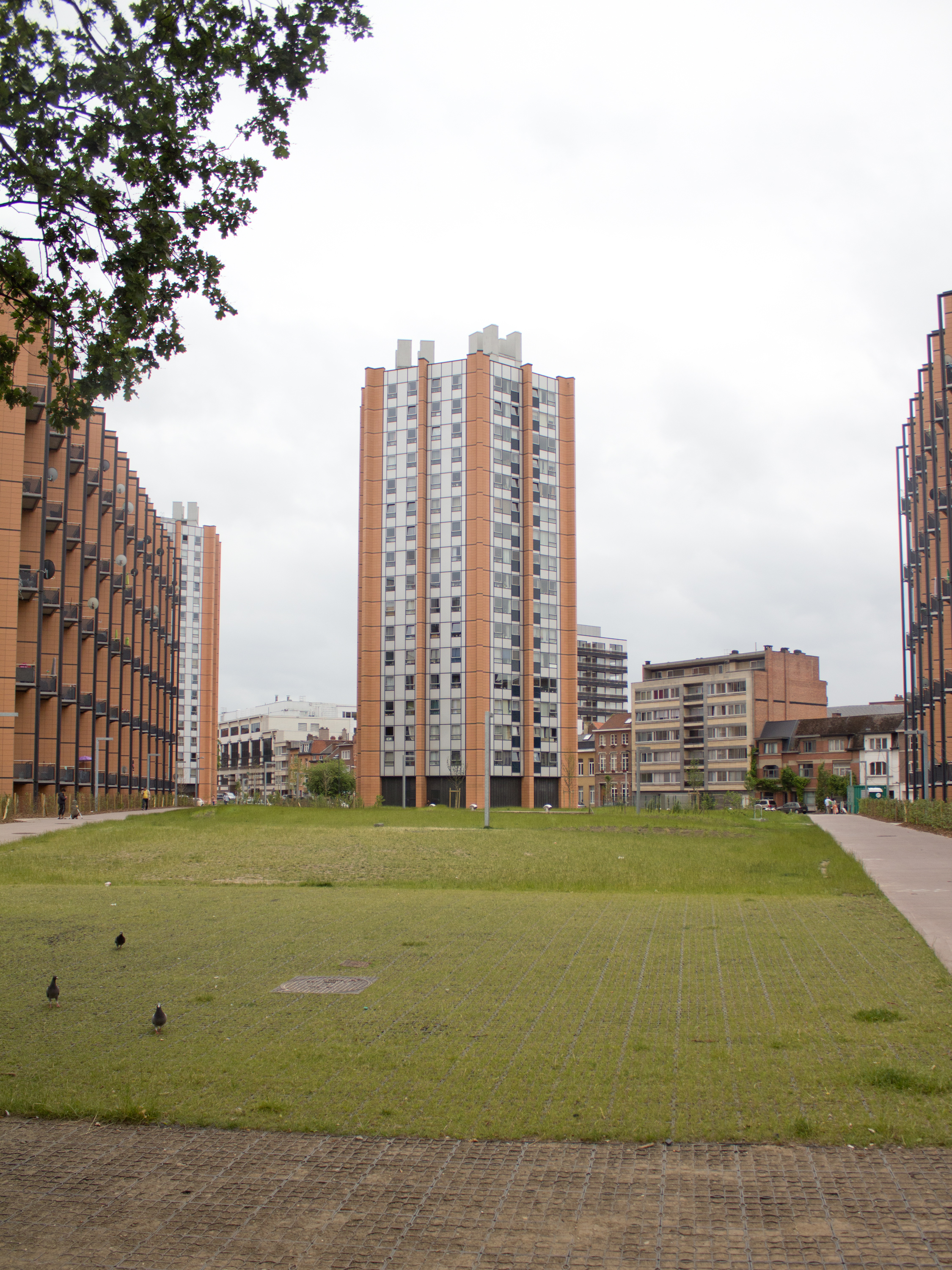
Sint-Maartensdal

Sint-Maartensdal is een complex van appartementsgebouwen in het centrum van de Belgische stad Leuven. De hoogbouwwijk werd ontworpen door architect Renaat Braem. Een van de torenblokken is met een hoogte van 115 m (inclusief antenne) het hoogste gebouw van Leuven. Eigenaar van het complex is de sociale huisvestingsmaatschappij Dijledal.

## Naamgeving
De wijk kreeg de naam van Sint-Maartensdal omdat tot het midden van de 20e eeuw hier de priorij van Sint-Maartensdal was gelegen, toen omgevormd tot de Sint-Maartenskazerne. De referentie naar Sint-Maarten volgde uit de opening van de toenmalige priorijkerk op de naamdag van Sint-Maarten.

## Geschiedenis
De opdracht werd Braem in 1955 gegeven door toenmalig Leuvens burgemeester Franz Tielemans. Conform de politieke meerderheid in het college van burgemeester en schepenen werden de socialistisch Leuvense architect Albert Moerkerke voor lokale uitvoering en de liberale ingenieur-architect Jan De Mol voor de administratieve afwerking aan het ontwerpteam toegevoegd. De bouw verliep in meerdere fases tussen 1960 en 1971.
In 1994 opende in het noorden van het complex het gelijknamige buurtcentrum Sint-Maartensdal. Tussen 1998 en 2002 renoveerde het Leuvense architectenbureau A33 de torens van het complex en voegde het een tweede trappenhuis toe. Ook de oorspronkelijke beige bakstenen betonnen cordons, witte glasalplaten en houten raamprofielen maakten plaats voor roodkeramische en zinken gevelbekledingen met grijs buitenschrijnwerk. In 2004 werden ook de laagblokken ingrijpend gerenoveerd met onder meer gladde gevels met hangende terrassen. In 2020 werd de torenspits van de hoogste bouw gerenoveerd. De renovatiewerken aan de overige woonblokken zijn nog niet helemaal voltooid.

## Bouwstijl
De stijl verschilt grondig van bv. de Modelwijk in het Brusselse Laken met diens strakke woonblokken. In Sint-Maartensdal wisselen drie hexagonale "gekonsentreerde" torenblokken af met drie langwerpige woonblokken in visgraatvorm. Een van de torenblokken haalt, met de op het dak geplaatste antenne, een hoogte van 115 m. De torenspits op deze centrale woontoren is 45 m hoog. De Société Belge des Urbanistes et Architectes Modernistes (SBUAM) bekroonde de wijk in 1967 als "meest opmerkelijke realisatie recent gebouwd in België".